# Большое (озеро, Летнереченское сельское поселение)
Большое (устар. Долгое) — озеро на территории Летнереченского сельского поселения Беломорского района Республики Карелии.

## Общие сведения
Площадь озера — 1,9 км². Располагается на высоте 105,5 метров над уровнем моря.
Форма озера лопастная, продолговатая: оно вытянуто с северо-запада на юго-восток. Берега преимущественно заболоченные.
Из юго-восточной оконечности озера вытекает безымянный ручей, втекающий с левого берега в реку Идель, которая впадает в реку Нижний Выг.
В озере расположено не менее трёх небольших безымянных островов.
Вдоль юго-западного берега озера проходит лесная дорога.
Код объекта в государственном водном реестре — 02020001311102000008517.